# Петър Донев
Петър Иванов Донев е български сценарист и режисьор, роден на 11 юли 1926 г. в с. Бреница, Врачанска област, близо до Бяла Слатина. Завършил е Държавно полувисше училище за кинематография и фототехника в София (1952). Работил е в Студията за научнопопулярни филми. След това в управление и сценарна реализация.
През 1958 написва сценария на Бедната улица и го предлага на режисьора Христо Писков. Филмът е одобрен за производство и излиза на екраните в 1960 г. Това е един от класическите филми на Социалистическия реализъм. След това П. Донев прави редица филми като сценарист и режисьор.
Най-популярният му филм остава Бон шанс, инспекторе! (1983) – криминална комедия с Велко Кънев, Татяна Лолова, Камелия Тодорова и Йосиф Сърчаджиев.
Завършва кариерата си с филма „Меги“ (1989).
Умира на 15 ноември 2015 г.

## Филмография

### Режисьор
- Меги (1989)
- Бон шанс, инспекторе! (1983)
- Христо Смирненски (1979 г.)
- Деца-таланти (1979)
- Незабравимият ден (1975)
- Тръгни на път (1969)
- Есен (тв, 1967)
- Морето (1967)
- Вечен календар (1966)
- Годишните времена (1955)
- Отлично, бойци (1953)
- Разказ за войнишката униформа (1952)

### Сценарист
- Меги (1989)
- Бон шанс, инспекторе! (1983)
- Незабравимият ден (1975)
- Тръгни на път (1969)
- Есен (тв, 1967) (TV)
- Вечен календар (1966)
- Бедната улица (1960)